# Trichhoplomelas
Trichhoplomelas is een kevergeslacht uit de familie van de boktorren (Cerambycidae). De wetenschappelijke naam van het geslacht werd voor het eerst geldig gepubliceerd in 1957 door Breuning.

## Soorten
Trichhoplomelas omvat de volgende soorten:
- Trichhoplomelas flavomarmoratus Breuning, 1966
- Trichhoplomelas rufulus Breuning, 1971
- Trichhoplomelas rufus Breuning, 1971
- Trichhoplomelas semirugosus Breuning, 1957